# Ross (Kalifornija)
Ross je gradić u američkoj saveznoj državi Kalifornija. Prema popisu stanovništva iz 2010. u njemu je živjelo 2.415 stanovnika.